# Сольбьяте-Олона
Сольбьяте-Олона (итал. Solbiate Olona) — коммуна в Италии, располагается в провинции Варесе области Ломбардия.
Население составляет 5667 человек (на 2004 г.), плотность населения составляет 1404 чел./км². Занимает площадь 4 км². Почтовый индекс — 21058. Телефонный код — 0331.
Покровительницей коммуны почитается святая Анна. Праздник ежегодно празднуется 26 июля.